# ルテチウム-ハフニウム法
ルテチウム-ハフニウム法は、ルテチウム（Lu）を含んだ物質、鉱物について適用することができる放射年代測定法。

## 概要
176Luはベータ崩壊を繰り返して半減期357億年で176Hfへ壊変していくので、176Luと177Hfの比率を測定する事で年代を推定できる。前提条件として太陽系形成時の176Hfと177Hf比率が必要でこれまで複数の同位体比が提唱されてきた。LuとHfでは、Luの方が固相に濃集する。Luは希土類で三価であるのに対し、Hfは遷移金属で四価になる。
隕石内に含まれるジルコン結晶内のHf同位体組成を高感度プラズマイオン源質量分析計で測定することで太陽系創世記の176Hfと177Hf比率を測定したことで年代測定の信頼性が向上した。

## 用途
176Luの半減期が357億年と他の年代測定法と比較して長いので地殻の生成や惑星の年代等、長期間の年代の算出に適用される。